# Willisau
Willisau – miasto i gmina w środkowej Szwajcarii, w kantonie Lucerna, siedziba administracyjna okręgu Willisau. Powstało 1 stycznia 2006 z połączenia gmin Willisau Stadt i Willisau Land. 1 stycznia 2021 do miasta przyłączono gminę Gettnau.

## Demografia
W Willisau mieszka 9108 osób. W 2021 roku 13,4% populacji gminy stanowiły osoby urodzone poza Szwajcarią. 

## Transport
Przez teren gminy przebiegają drogi główne nr 2a oraz nr 23. 